# Thurnby Nirvana F.C.
Thurnby Nirvana F.C. là câu lạc bộ bóng đá Anh tọa lạc ở Thurnby Lodge, gần Leicester, Leicestershire. Thành lập năm 2008 bởi sự hợp nhất của Thurnby Rangers và Leicester Nirvana, hiện tại CLB đang là thành viên của United Counties Football League và thi đấu ở sân Dakyn Road.

## History

### Thurnby Rangers
Thurnby Rangers gia nhập Division One thuộc Leicestershire Senior League năm 1997. Họ vô địch ngay trong mùa đầu tiên, và là á quân năm sau đó. Ở mùa giải 2000–01 họ lại vô địch, và lần này được thăng hạng lên Premier Division. Mùa giải 2004–05 đội bóng vô địch Premier Division, nhưng không được lên chơi ở Midland Alliance.

### Leicester Nirvana
Leicester Nirvana được thành lập năm 1982, sau khi tách khỏi đội trẻ của Red Star. Lúc đầu đội bóng chơi ở Victoria Park và gia nhập Mutual League. Năm 1989 họ gia nhập Division One thuộc Central Midlands League, về đích ở vị trí thứ 2 trong mùa bóng đầu tiên tham gia. Mùa bóng tiếp theo họ rút lui trong giữa mùa, nhưng lại gia nhập cho mùa giải 1991–92 kế tiếp. Họ rời khỏi liên đoàn cuối mùa giải, và năm 1994 họ quyết định chỉ thi đấu với tư cách là một đội trẻ.

### Hợp nhất
Sau khi hợp nhất năm 2008, CLB lấy sân của Rangers để thi đấu ở Premier Division thuộc Leicestershire Senior League, mặc dù Leicester Nirvana vẫn duy trì với tư cách một đội trẻ. Ở mùa giải 2009–10 họ về đích ở vị trí thứ 3 và được thăng hạng lên East Midlands Counties League. Họ tham gia FA Cup lần đầu tiên vào mùa bóng 2011–12.

## Honours

### Là đội Thurnby Nirvana
- East Midlands Counties Football League
  - Vô địch: 2013–14
  - Vô địch League Cup: 2010-11

### As Thurnby Rangers
- Leicestershire Senior League Premier Division[1]
  - Vô địch: 2004–05
- Leicestershire Senior League Division One
  - Vô địch: 1997–98, 2000–01
  - Á quân: 1998–99

### Là đội Leicester Nirvana
- Central Midlands League Division One[2]
  - Á quân: 1989–90

## Các kỉ lục
- FA Cup[4]
  - Vòng sơ loại thứ 1: 2011–12, 2012–13
- FA Vase
  - Vòng 1: 2010–11